# I Belong to You (Il Ritmo della Passione)
"I Belong to You (Il Ritmo della Passione)" é um dueto do cantor, compositor e produtor italiano Eros Ramazzotti com a cantora e compositora americana Anastacia, para o décimo primeiro álbum de estúdio do cantor, Calma apparente e para o álbum de compilações da cantora, Pieces of a Dream. Teve destaque positivo no continente europeu, entrando em tabelas musicais de países como a Itália, Alemanha e Áustria, entrando também nas de outros países.
A canção é uma balada em que a cantora Anastacia canta em inglês e o cantor Ramazzoti canta em italiano e/ou espanhol. O cantor gravou a canção em ambas as línguas, portanto existem duas versões: a original com letra italiana e a outra com letra espanhola, intitulada "I Belong to You (El Ritmo de la Pasion)", que está disponível nos álbuns de ambos os cantores.

## Recepção da crítica
A BBC Music mencionou a faixa como uma música "de qualidade". Realçando ainda a opinião de que a melhor versão da canção é "I Belong To You", com um "dueto fascinante".

## Videoclipe
O vídeo musical foi gravado a 21 e 22 de Novembro de 2005, em Roma, Itália. No vídeo, os cantores formam um romântico par.

## Faixas e formatos
Europeu CD single
1. "I Belong to You (Il Ritmo della Passione)"
2. "I Belong to You (El Ritmo de la Pasion)"

Europeu CD maxi single
1. "I Belong to You (Il Ritmo della Passione)"
2. "I Belong to You (El Ritmo de la Pasion)"
3. "I Belong to You (Il Ritmo della Passione)" (Vídeo)
4. "I Belong to You (El Ritmo de la Pasion)" (Vídeo)

## Histórico de lançamento
| País           | Data de lançamento     |
| -------------- | ---------------------- |
| Mundo          | 19 de Janeiro de 2006  |
| Europa         | 27 de Janeiro de 2006  |
| Alemanha       | 27 de Janeiro de 2006  |
| Polónia        | 2 de Fevereiro de 2006 |
| Estados Unidos | 2 de Fevereiro de 2006 |

## Desempenho

### Certificações
| País     | Certificador | Certificação | Vendas  |
| -------- | ------------ | ------------ | ------- |
| Áustria  | IFPI         | Ouro         | 15,000  |
| Bélgica  | IFPI         | Ouro         | 25,000  |
| Alemanha | IFPI         | Ouro         | 150,000 |
| Suíça    | IFPI         | Ouro         | 15,000  |

### Posições
| Tabelas musicais (2006)                | Melhor posição |
| -------------------------------------- | -------------- |
| Ö3 Austria Top 40                      | 2              |
| Belgian Ultratop 50 Singles (Flanders) | 2              |
| Belgian Ultratop 40 Singles (Wallonia) | 5              |
| Dutch Top 40                           | 7              |
| European Hot 100 Singles               | 3              |
| German Singles Chart                   | 1              |
| Hungarian Mahasz Singles Chart         | 5              |
| Italian FIMI Singles Chart             | 1              |
| Portuguese Singles Chart               | 5              |
| Swiss Singles Chart                    | 1              |